# Chrismopteryx triangularia
Chrismopteryx triangularia là một loài bướm đêm trong họ Geometridae.